# Rothia epipales
Rothia epipales är en fjärilsart som beskrevs av Paul Mabille 1884. Rothia epipales ingår i släktet Rothia och familjen nattflyn. Inga underarter finns listade.